# Équipe d'Argentine de rugby à XV à la Coupe du monde 2007
L'équipe d'Argentine de rugby à XV a marqué les esprits en remportant le match inaugural de la Coupe du monde de rugby 2007 qu'elle dispute en France. Elle avait connu à deux autres reprises cet honneur, en concédant la défaite toutefois. Le 7 septembre 2007, les Argentins battent la France lors du match d'ouverture de la Coupe du monde 2007 (12-17), confirmant leur statut de "bête noire" des bleus (5 victoires en 6 précédentes confrontations depuis 2002). Ils battent par la suite la Géorgie, l'Irlande et la Namibie pour finir 1er de la poule D. Ils remportent la victoire contre l'Écosse en quarts de finale. Ils seront défaits par l'Afrique du Sud en demi-finale, avant de vaincre encore une fois l'équipe de France lors de la petite finale (34 à 10). Lors de cette coupe du monde, l'Argentine signe le plus grand exploit de son histoire.

## Les 30 sélectionnés
Voici la liste des trente sélectionnés pour la Coupe du monde 2007 :

### L'équipe actuelle

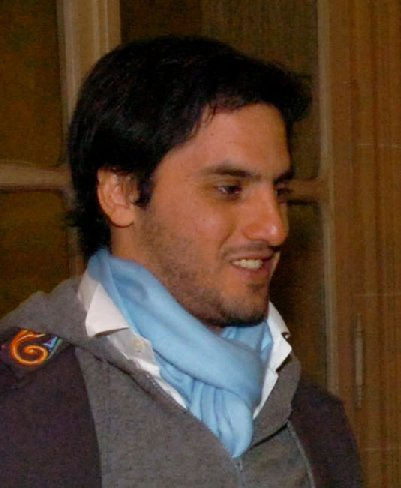
Agustín Pichot

Joueurs sélectionnés pour la coupe du monde 2007 (17 avants, 13 arrières) Le centre Martín Gaitán, victime d'un problème cardiaque, a dû déclarer forfait en août et a été remplacé par Hernán Senillosa. (Mise à jour : 25/08/2007.) 
| Joueur                     | Poste                  | Club                    |
| -------------------------- | ---------------------- | ----------------------- |
| Patricio Albacete          | Deuxième ligne         | Stade toulousain        |
| Rimas Álvarez              | Deuxième ligne         | USA Perpignan           |
| Marcos Ayerza              | Pilier                 | Leicester Tigers        |
| Alberto Vernet Basualdo    | Talonneur              | Stade toulousain        |
| Santiago González Bonorino | Pilier                 | Unione Rugby Capitolina |
| Martín Durand              | Troisième ligne        | Montpellier HR          |
| Ignacio Fernández Lobbe    | Deuxième ligne         | Sale Sharks             |
| Juan Fernández Lobbe       | Troisième ligne centre | Sale Sharks             |
| Omar Hasan                 | Pilier                 | Stade toulousain        |
| Mario Ledesma              | Talonneur              | ASM Clermont            |
| Juan Manuel Leguizamón     | Troisième ligne        | London Irish            |
| Gonzalo Longo              | Troisième ligne        | ASM Clermont            |
| Esteban Lozada             | Deuxième ligne         | RC Toulon               |
| Lucas Ostiglia             | Troisième ligne        | SU Agen                 |
| Rodrigo Roncero            | Pilier                 | Stade français Paris    |
| Martín Scelzo              | Pilier                 | ASM Clermont            |
| Martín Schusterman         | Troisième ligne        | Leeds Carnegie          |

| Joueur                     | Poste                       | Club                 |
| -------------------------- | --------------------------- | -------------------- |
| Horacio Agulla             | Ailier                      | Hindú Club           |
| Lucas Borges               | Ailier                      | Stade français Paris |
| Felipe Contepomi           | Demi d'ouverture            | Leinster             |
| Manuel Contepomi           | Centre                      | Bristol Rugby        |
| Ignacio Corleto            | Demi d’ouverture ou arrière | Stade français Paris |
| Nicolás Fernández Miranda  | Demi de mêlée               | Aviron bayonnais     |
| Juan Martín Hernández      | Demi d’ouverture ou arrière | Stade français Paris |
| Agustin Pichot (capitaine) | Demi de mêlée               | Racing Métro 92      |
| José María Núñez Piossek   | Ailier                      | Aviron bayonnais     |
| Federico Serra             | Arrière                     | San Isidro Club      |
| Hernán Senillosa           | Centre                      | Hindú Club           |
| Gonzalo Tiesi              | Centre                      | London Irish         |
| Federico Todeschini        | Demi d'ouverture            | Montpellier HR       |

## La Coupe du Monde
L'Argentine dispute quatre matches préliminaires dans la Poule D.

### Match 1:France-Argentine: 12-17 (7 septembre 2007,Stade de France)
Date : 7 septembre 2007
Stade : Stade de France, à Saint-Denis ( France)
Arbitre : Tony Spreadbury 
Rapport officiel : Statistiques
Composition des équipes :
France

Titulaires : Olivier Milloud, Raphaël Ibanez (cap.), Pieter de Villiers, Jérôme Thion, Fabien Pelous, Rémy Martin, Imanol Harinordoquy, Serge Betsen, Pierre Mignoni, David Skrela, Christophe Dominici, Yannick Jauzion, Damien Traille, Aurélien Rougerie, Cédric Heymans

Remplaçants : Dimitri Szarzewski, Jean-Baptiste Poux, Sébastien Chabal, Julien Bonnaire, Thierry Dusautoir, Jean-Baptiste Élissalde, Frédéric Michalak
Argentine

Titulaires : Rodrigo Roncero, Mario Ledesma, Martín Scelzo, Ignacio Fernández Lobbe, Patricio Albacete, Lucas Ostiglia, Juan Manuel Leguizamón, Juan Martín Fernández Lobbe, Agustín Pichot (cap.), Juan Martín Hernández, Horacio Agulla, Felipe Contepomi, Manuel Contepomi, Lucas Borges, Ignacio Corleto

Remplaçants : Martin Durand, Nicolas Fernández Miranda, Hernán Senillosa, Rimas Álvarez Kairelis, Federico Todeschini, Alberto Vernet Basualdo, Santiago González Bonorino
Points marqués :
France : 4 pénalités de Skrela (8e, 29e, 40e, 60e)

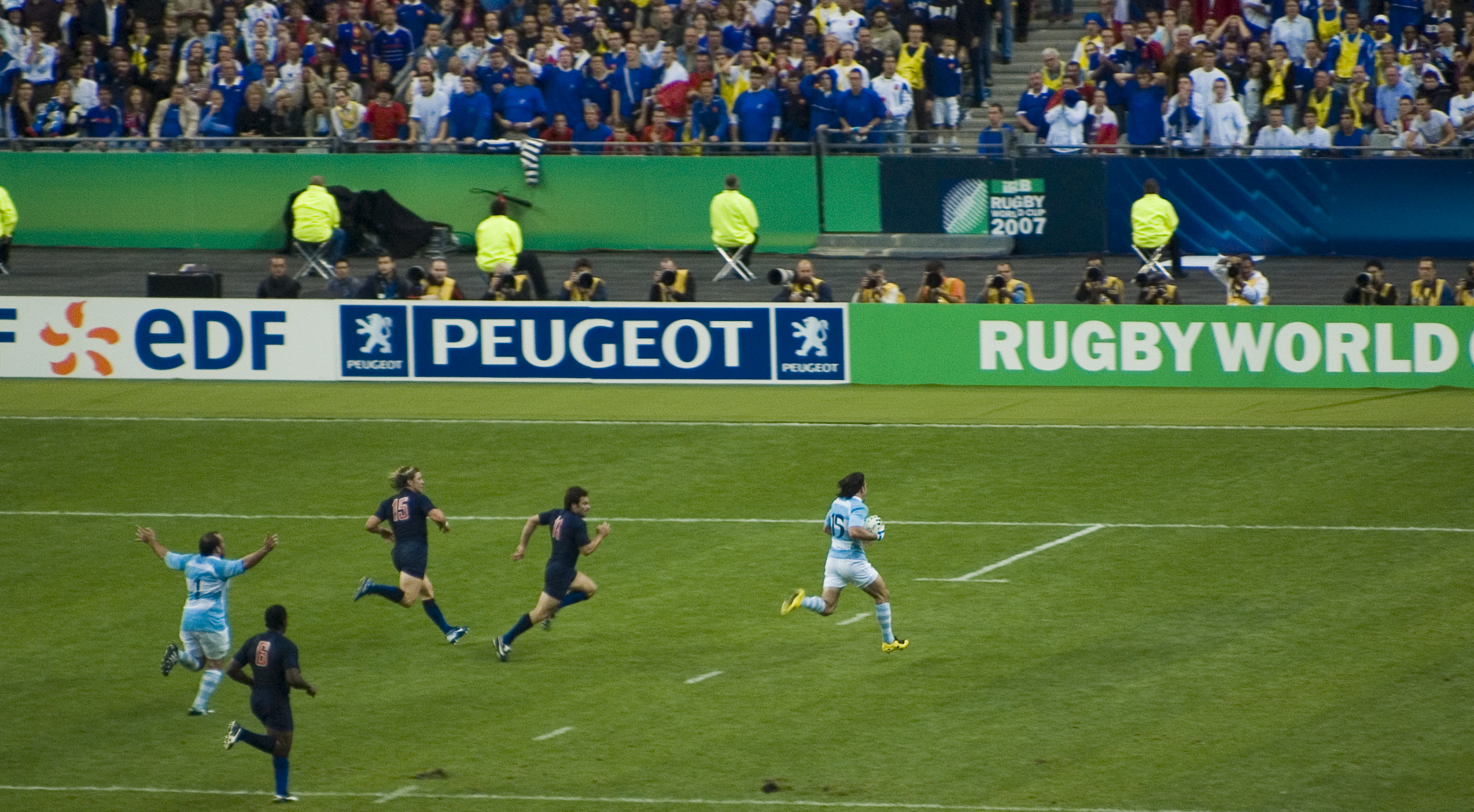
Corleto courant vers l'essai

Le XV de France passe totalement à côté de ce qui constitue le match d’ouverture de la compétition au Stade de France. Après des hymnes respectés et non sifflés, les Bleus subissent les « chandelles » de Juan Martín Hernández, la précision des coups de pied placés de Felipe Contepomi et le métier du demi de mêlée du Stade français, Agustín Pichot. Se heurtant au mur savamment dressé par des Pumas argentins accrocheurs et qui interceptent un grand nombre de ballons, les Bleus, fébriles, assurent à peu près leur conquête en touche et en mêlée, mais souffrent dès que le ballon arrive dans les mains de leur charnière et de leurs arrières. Les Argentins mènent au score pendant tout le match, et inscrivent le seul essai du match par Ignacio Corleto, qui concrétise un ballon intercepté par Horacio Agulla sur une passe de Rémy Martin sur la ligne médiane, à la 27e minute. Plusieurs actions françaises échouent tout près de la ligne. L’entrée de Sébastien Chabal et de Dimitri Szarzewski ne suffit pas à inverser la tendance et c'est l'Argentine qui l'emporte. S'ils ne devaient sortir que deuxième de leur poule, les Français s’exposent à devoir affronter la Nouvelle-Zélande, grande favorite de la compétition, en quarts de finale à Cardiff
Deux joueurs focalisent les critiques : Cédric Heymans, titularisé à l’arrière et auteur d’une prestation faible, notamment au pied, et David Skrela, faible au pied également, peu inspiré pour animer l'attaque, et qui manqua une pénalité face aux poteaux alors que la France n’avait que 5 points de retard (12-17). Skrela se blesse en outre au tendon d'Achille, ce qui fait craindre pour sa participation à la suite de la compétition.
Laurent Benezech, ancien pilier du XV de France, met en cause la gestion des heures ayant précédé la rencontre, notamment le surplus d’émotion causé par la lecture de la lettre de Guy Môquet à sa mère, et la remise des maillots par les huit joueurs n’ayant pas été retenus pour ce premier match, qui auraient « vidé » émotionnellement les joueurs. Les joueurs et l’encadrement tricolores préfèrent eux retenir la « thèse de l’accident » .

### Argentine - Géorgie

Composition des équipes

### Argentine - Namibie

Composition des équipes

### Irlande - Argentine

Composition des équipes